# وسام النجم القطبي الملكي السويدي

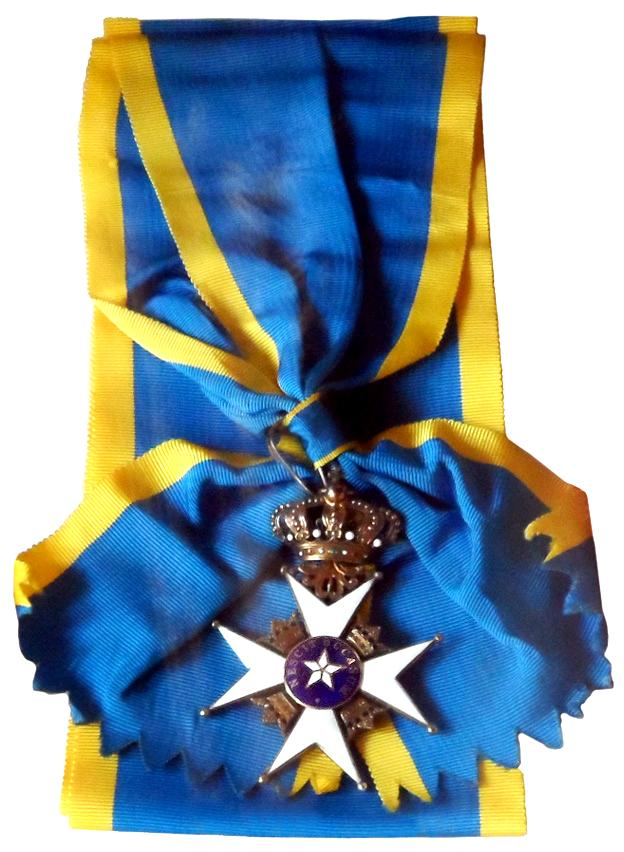
صليب وضلع قائد الصليب الأكبر

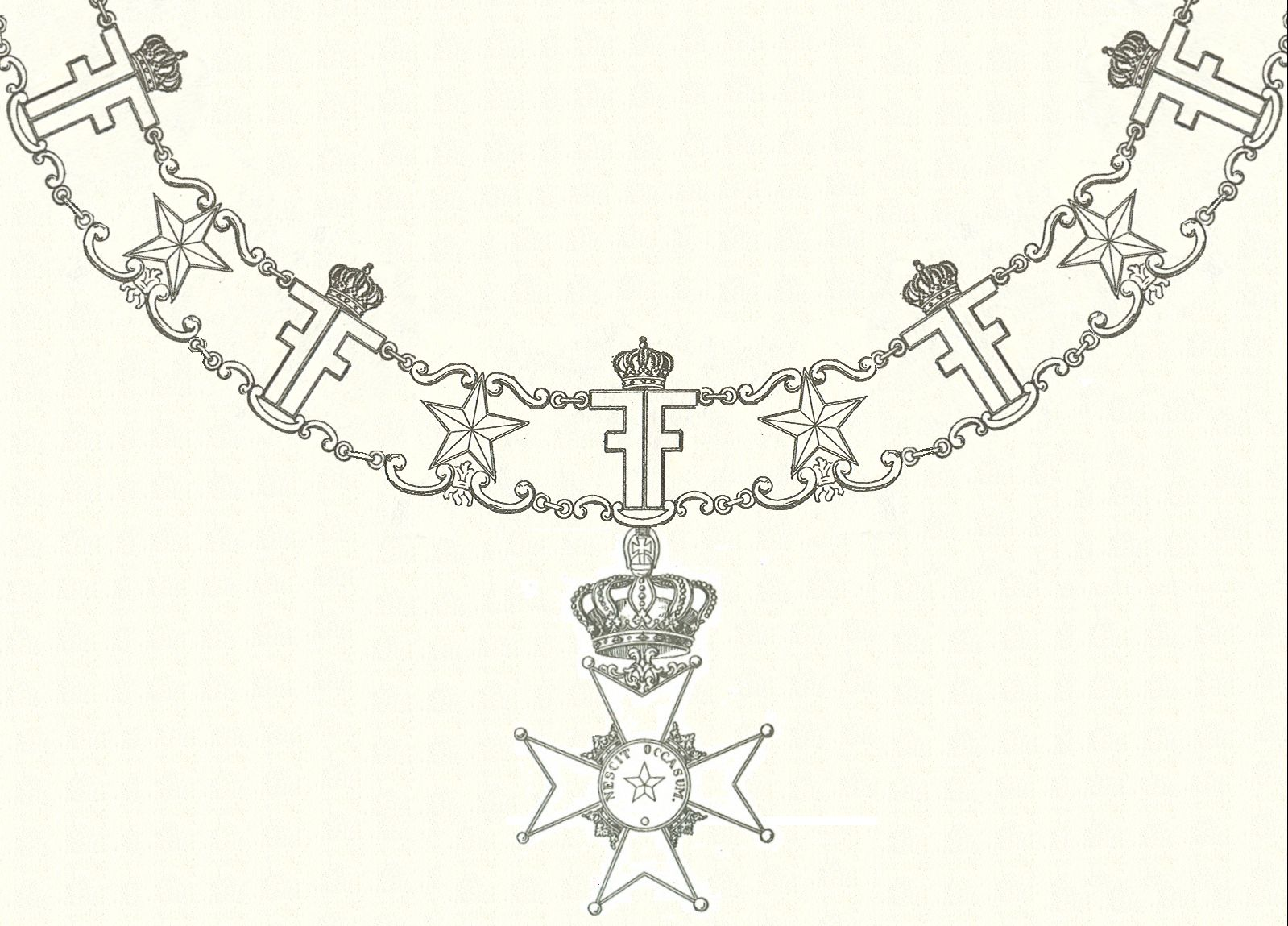
طوق وسام النجم القطبي وشارة النظام

وسام النجم القطبي الملكي السويدي (السويدية: Kungliga Nordstjärneorden) هو وسام سويدي للفروسية أنشأه الملك فريدريك الأول في 23 فبراير 1748، جنبًا إلى جنب مع وسام السيف ووسام السيرافيم.
كان وسام النجم القطبي حتى عام 1975 مخصصًا لمكافأة «المزايا المدنية السويدية والأجنبية، والتفاني في أداء الواجب، وللعلم، والأعمال الأدبية والمتعلمة والمفيدة، وللمؤسسات الجديدة والمفيدة».

## تصميم الشارة
شعارها، كما يظهر في وسط الشارة المطلي بالمينا الزرقاء، Nescit Occasum ، عبارة لاتينية تعني «لا تعرف أي تراجع». هذا لتمثيل أن السويد ثابتة مثل نجم لا يثبت أبدًا. لون الطلب أسود. تم اختيار هذا بحيث يبرز الصليب الأبيض والأزرق والذهبي عند ارتداء الوشاح الأسود ويتألق كضوء التنوير من السطح الأسود. قد يكون اختيار اللون الأسود لشريط Order مستوحى أيضًا من الشريط الأسود من وسام القديس مايكل الفرنسي، والذي تم أيضًا في الوقت الذي تم فيه إنشاء وسام Polar Star لموظفي الخدمة المدنية الجديرين بالتقدير. في الوقت الحالي، يكون شريط النظام باللون الأزرق مع وجود خطوط صفراء بالقرب من الحواف (أي الألوان الوطنية، ولكن عكس شريط Order of the Sword الأصفر مع خطوط زرقاء بالقرب من الحواف). لا يُطلق على النساء ورجال الدين اسم فارس أو قائد ولكن ببساطة كعضو (ليداموت).
بعد إعادة تنظيم الأوامر في عام 1975، تم منح الوسام للأجانب وأفراد العائلة المالكة فقط. غالبًا ما تُمنح لأصحاب المناصب الأجنبية (مثل الوزراء وكبار الوزراء) أثناء زيارات الدولة السويدية. كما تُمنح لصغار أفراد العائلات المالكة الذين لن يكونوا مؤهلين للحصول على وسام سيرافيم الملكي المرموق. في عام 2019، صدرت تعليمات إلى لجنة برلمانية لوضع مبادئ توجيهية حول كيفية إعادة تقديم الأوامر السويدية، بما في ذلك ترتيب Polar Star ، في نظام التكريم السويدي وكيف يمكن تعيين المواطنين السويديين مرة أخرى في الأوامر السويدية. ستقدم اللجنة نتائجها في سبتمبر 2021.

## الدرجات
الوسام له خمس درجات:
1. القائد جراند كروس ورمزها (KmstkNO) – يرتدي الشارة على طوق (سلسلة) أو على وشاح على الكتف الأيمن، بالإضافة إلى النجمة على الصدر الأيسر؛
2. قائد الدرجة الأولى ورمزها (KNO1kl) – يرتدي الشارة على العنق، بالإضافة إلى النجمة على الصدر الأيسر؛
3. القائد ورمزها (KNO) – يرتدي الشارة على العنق؛
4. فارس الدرجة الأولى ورمزها (RNO1kl / LNO1kl [note]) – يرتدي الشارة على شريط على الصدر الأيسر؛
5. الفارس ورمزها (RNO / LNO [note]) – يرتدي الشارة الموجودة على شريط على الصدر الأيسر.

ملحوظة:^ يصبح رجال الدين والنساء ليداموتر (أعضاء) بدلاً من فرسان.
ويحمل هذا النظام أيضًا ميدالية «وسام النجم القطبي».

## الشارة
- طوق الشارة من الذهب، ويتكون من أحد عشر نجمة خماسية الرؤوس مطلية بالمينا البيضاء وإحدى عشر حرفًا واحدًا متوجًا متتاليًا حرف واحد فقط "F" (للملك فريدريك الأول ملك السويد) من المينا الزرقاء، متصلة بسلاسل.
- شارة الوسام عبارة عن صليب مالطي مطلي بالمينا باللون الأبيض، باللون الفضي لفئة الضباط ومذهب للضابط من الدرجة الأولى وما فوق؛ تظهر التيجان بين ذراعي الصليب. القرص المركزي، الذي هو متطابق من كلا الجانبين، مطلي بالمينا الزرقاء، مع نجمة خماسية الرؤوس مطلية بالمينا البيضاء ومحاطة بشعار «Nescit حينما» (لا يعرف أي تراجع). الشارة معلقة من تاج ملكي.
- نجمة The Order هي صليب مالطي فضي، مع نجمة فضية خماسية في المنتصف. يحتوي ذلك من Grand Cross أيضًا على أشعة فضية مستقيمة بين ذراعي الصليب.
- كان شريط الوسام أسودًا، ولكنه الآن أزرق مع خطوط صفراء بالقرب من حدوده (انظر أعلاه). في ربيع 2013، قرر Grand Master أن الوساماء الملكيين السويديين سيرتدون الطلب في الشريط الأسود الأصلي، بينما لا يزال الأعضاء الآخرون يستخدمون اللون الأزرق مع خطوط صفراء. تم منح آخر شريط أسود عيار 18 قيراطًا من فئة Knight للمؤرخ جورج لوبر في عام 1988 في بريدجتون، نيو جيرسي، لأبحاثه حول إنشاء القرية السويدية في القرن السابع عشر. هذا قدمه الملك.
- اعتاد النظام أن يكون له عادة مميزة باللونين الأحمر والأبيض يتم ارتداؤها في المناسبات الرسمية مثل فصول الوسام. تضمنت العادة المؤخرات الحمراء والمزدوجة الحمراء، مع أكتاف مبطنة وأنابيب بيضاء، وشاح أبيض به هامش ذهبي حول الخصر وعباءة حمراء مع بطانة بيضاء. تم تطريز نجمة الوسام على الصدر الأيسر لكل من الثوب والعباءة. A سوداء قبعة مع الفرقة قبعة الذهب وسحابة بيضاء النعام والأسود البلشون الريش والأحمر الأحذية مع مذهب توتنهام انتهت هذه العادة. تم ارتداء طوق النظام على أكتاف الزوجي. رجال الدين من الكنيسة السويدية ارتدى النظام حول الرقبة مع الأبيض كاهن مع وشاح أحمر مع هامش الذهب حول الخصر وعباءة حمراء مع بطانة بيضاء ومع النجم وسام مطرزة على جانبها الأيسر.

| أشرطة الوسام (منذ 1975) | أشرطة الوسام (منذ 1975) | أشرطة الوسام (منذ 1975) | أشرطة الوسام (منذ 1975) | أشرطة الوسام (منذ 1975) |
| ----------------------- | ----------------------- | ----------------------- | ----------------------- | ----------------------- |
| القائد جراند كروس       | قائد الدرجة الأولى      | قائد                    | فارس الدرجة الأولى      | فارس                    |

## روابط خارجية
- الديوان الملكي السويدي: أوسمة وميداليات

قالب:Sweden Orders